# Simfonia núm. 2 (Holmboe)
La Simfonia núm. 2, op. 15, va ser composta pel compositor danès Vagn Holmboe entre 1938 i 1939. Es va estrenar el 5 de desembre de 1939 a Copenhaguen per l'Orquestra Reial Danesa dirigida per Egisto Tango. Té una durada d'uns 27 minuts.

## Moviments
Consta de tres moviments:
- I. Impressioni (Allegro)
- II. Lamentazione (Adagio, Molto Tranquillo)
- III. Espressione (Allegro)

## Origen i context
Holmboe, amb només trenta anys, va guanyar un concurs escandinau organitzat per l'Orquestra Reial Danesa (Det Kongelige Kapel) a Copenhaguen. El premi comportava una actuació per part d'aquesta orquestra, aleshores la millor orquestra de Dinamarca, i va ser el primer gran èxit de Holmboe.